# امزاورو (سيدي أحمد الشريف)
امزاورو هي إحدى مشيخات المملكة المغربية، تتبع جغرافيا لإقليم وزان وإداريًا لسيدي أحمد الشريف. يقدر عدد سكانها بـ 14427 نسمة حسب الإحصاء الرسمي للسكان والسكنى لسنة 2004.